# Pievebovigliana
Pievebovigliana és una localitat i antiga comune italiana de la província de Macerata, regió de les Marques, amb 895 habitants.
L'1 de gener es va unir amb Fiordimonte, creant el nou municipi de Valfornace.

## Evolució demogràfica[1]
| Gràfica d'evolució de Pievebovigliana entre 1861 i 2.001 |
|                                                          |
| Font ISTAT - elaboració gràfica de Wikipedia             |